# Delloreen Ennis-London
Delloreen Ennis-London (Jamaica, 5 de marzo de 1975) es una atleta jamaicana, especialista en la prueba de 100 m vallas, con la que ha llegado a ser subcampeona mundial en 2005.

## Carrera deportiva
En el Mundial de Helsinki 2005 gana la medalla de plata en 100 m vallas, tras la estadounidense Michelle Perry y por delante de su compatriota la también jamaicana Brigitte Foster-Hylton. 
También ha ganado dos medallas de bronce en la misma prueba en los mundiales de Osaka 2007 y Berlín 2009.